# Ardèche (departement)
Ardèche (07; Occitaans: Ardecha) is een Frans departement, gelegen in de regio Auvergne-Rhône-Alpes. Het is vernoemd naar de rivier Ardèche. De prefectuur is Privas; de meest bevolkte gemeente is Annonay. In 2020 telde Ardèche 329.325 inwoners.

## Geschiedenis
Het departement was een van de 83 departementen die werden gecreëerd tijdens de Franse Revolutie, op 4 maart 1790 door uitvoering van de wet van 22 december 1789, uitgaand van de oude Franse provincie Vivarais.

## Geografie
Ardèche maakt deel uit van de regio Auvergne-Rhône-Alpes (sinds 1 januari 2016) en wordt begrensd door de departementen Drôme, Vaucluse, Gard, Lozère, Haute-Loire, Loire en Isère en het dichtbijgelegen natuurreservaat en nationaal park de Cevennen. Tot 31 december 2015 maakte Ardèche deel uit van de (nu voormalige) regio Rhône-Alpes.
De oppervlakte van Ardèche bedraagt 5528,64 km², waarvan 172.000 ha begroeid met bos (31%).
Bekendste rivieren zijn de Rhône, de Ardèche, de Chassezac en de Doux.
Ardèche bestaat uit de drie arrondissementen:
- Largentière
- Privas
- Tournon-sur-Rhône

Ardèche telt 17 kantons:
- Kantons van Ardèche

Ardèche telt 335 gemeenten:
- Lijst van gemeenten in het departement Ardèche

## Demografie
De inwoners van Ardèche noemt men de Ardéchois.

### Demografische evolutie sinds 1962
| Naam       | Index 1962 | Index 1968 | Index 1975 | Index 1982 | Index 1990 | Index 1999 | Index 2008 | Index 2019 |
| ---------- | ---------- | ---------- | ---------- | ---------- | ---------- | ---------- | ---------- | ---------- |
| Ardèche    | 100,0      | 103,4      | 103,4      | 107,8      | 111,7      | 115,1      | 125,3      | 132,3      |
| Frankrijk* | 100,0      | 107,1      | 113,3      | 117,0      | 121,9      | 126,0      | 133,8      | 140,1      |

| Naam       | Inw./Km² 1962 | Inw./km² 1968 | Inw./km² 1975 | Inw./km² 1982 | Inw./km² 1990 | Inw./km² 1999 | Inw./km² 2008 | Inw./km² 2019 |
| ---------- | ------------- | ------------- | ------------- | ------------- | ------------- | ------------- | ------------- | ------------- |
| Ardèche    | 44,9          | 46,5          | 46,5          | 48,5          | 50,2          | 51,7          | 56,3          | 59,4          |
| Frankrijk* | 84,2          | 90,1          | 95,4          | 98,5          | 102,7         | 106,1         | 112,7         | 119,7         |

Frankrijk* = exclusief overzeese gebieden
Bron: Recensement Populaire INSEE - 1962 tot 1999 population sans doubles comptes, nadien Population Municipale
Op 1 januari 2022 had Ardèche 333.229 inwoners.

### De 10 grootste gemeenten in het departement
| Nr. | Gemeente            | Aantal inwoners (2022) |
| --- | ------------------- | ---------------------- |
| 1   | Annonay             | 17.222                 |
| 2   | Aubenas             | 12.488                 |
| 3   | Tournon-sur-Rhône   | 11.302                 |
| 4   | Guilherand-Granges  | 11.277                 |
| 5   | Le Teil             | 8.812                  |
| 6   | Privas              | 8.552                  |
| 7   | Saint-Péray         | 7.591                  |
| 8   | Bourg-Saint-Andéol  | 7.506                  |
| 9   | La Voulte-sur-Rhône | 4.762                  |
| 10  | Viviers             | 3.659                  |

## Bezienswaardigheden
In Ardèche is veel natuurschoon, zoals de Gorges de l'Ardèche met de bekende Pont d'Arc bij Vallon-Pont-d'Arc. Hier is ook het regionaal natuurpark van de Monts d'Ardèche.
Ook zijn er diverse grotten, zoals de Aven d'Orgnac, Grottes de Saint-Marcel en de grot Chauvet.

## Afkomstig uit de Ardèche
- Joseph-Michel Montgolfier (1740-1810), uitvinder heteluchtballon
- Jacques-Étienne Montgolfier (1745-1799), uitvinder heteluchtballon
- Henri Charrière (1906-1973), crimineel en schrijver

## Afbeeldingen

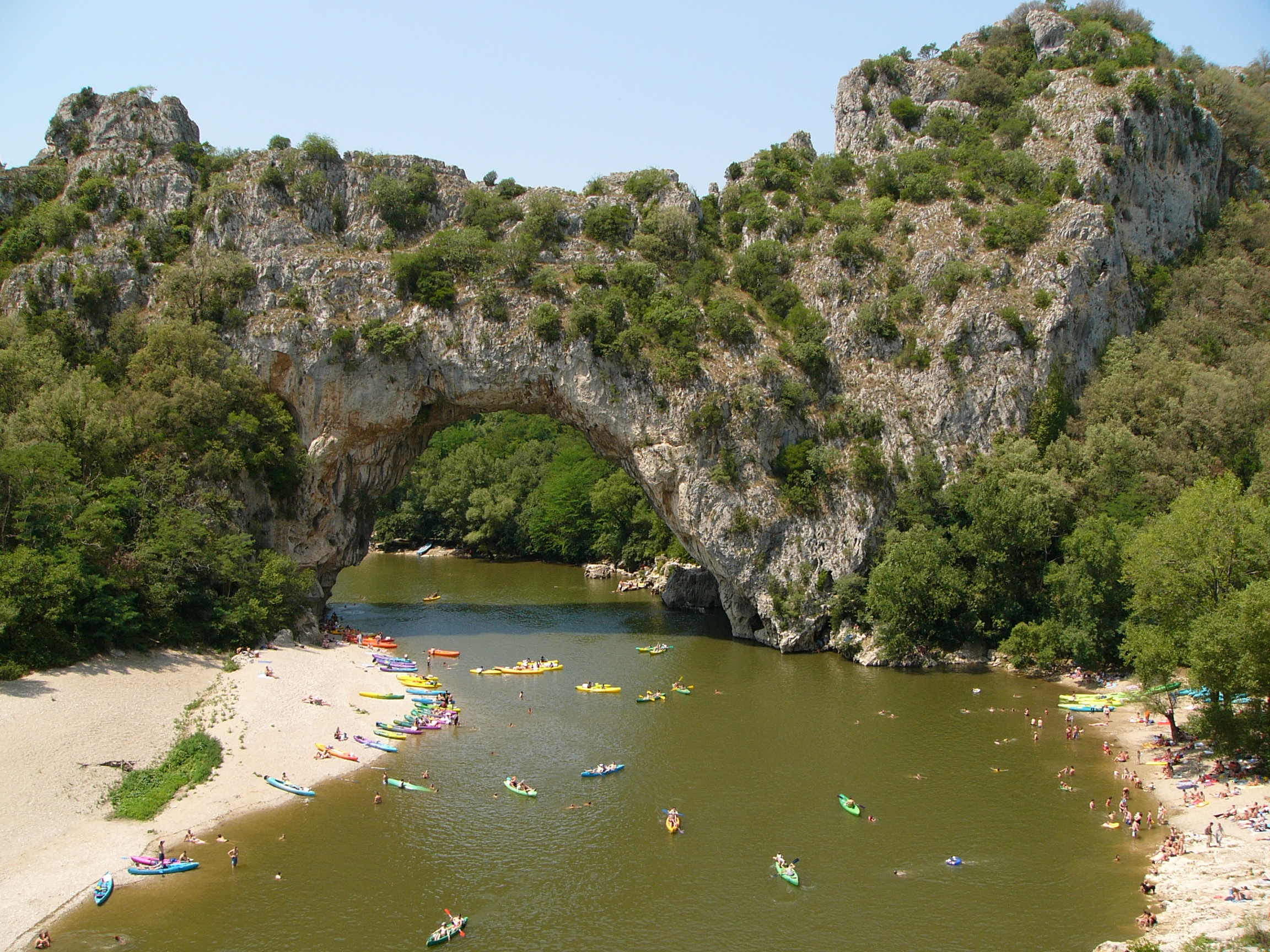
Pont d'Arc
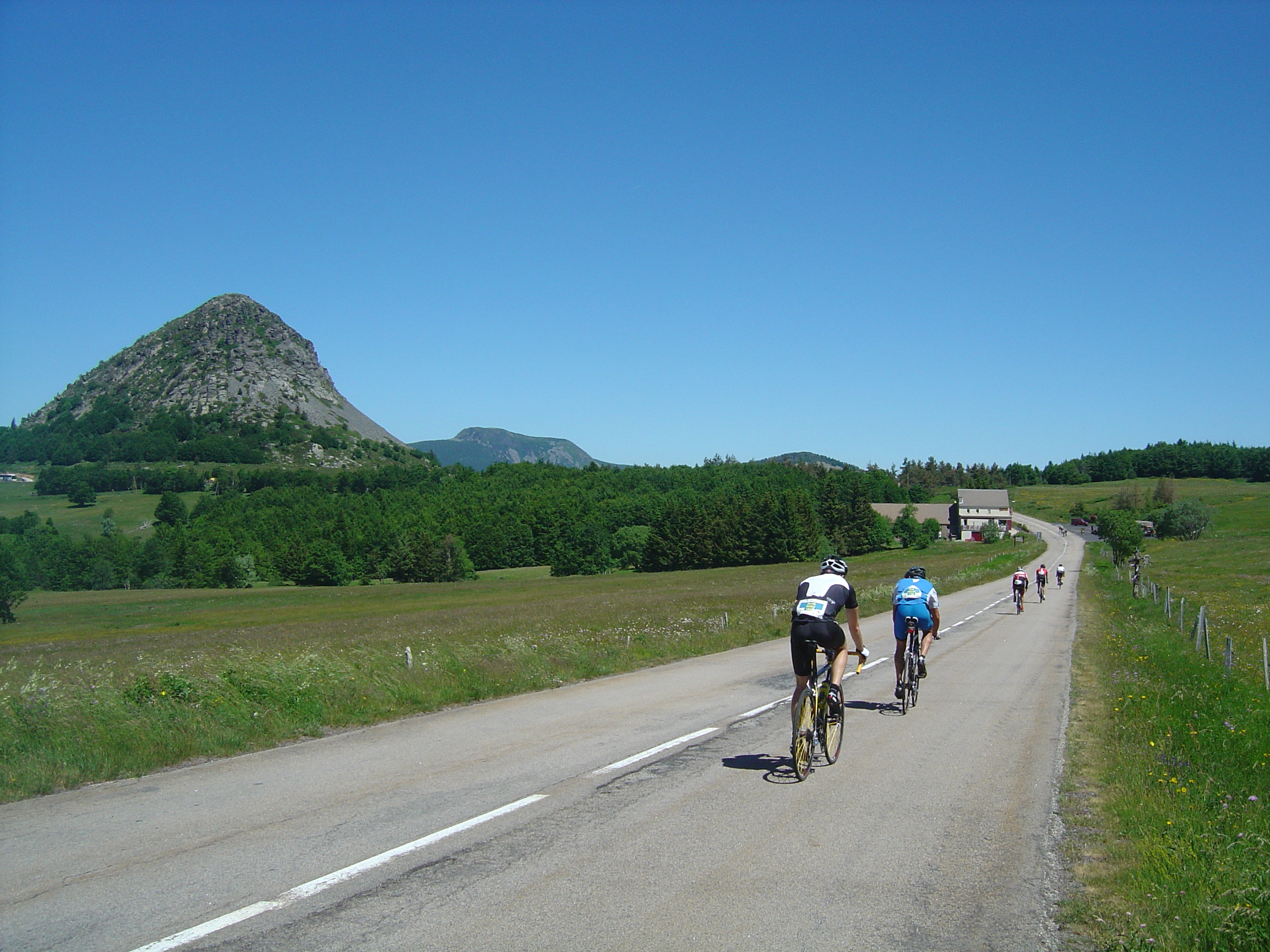
Mont Gerbier de Jonc
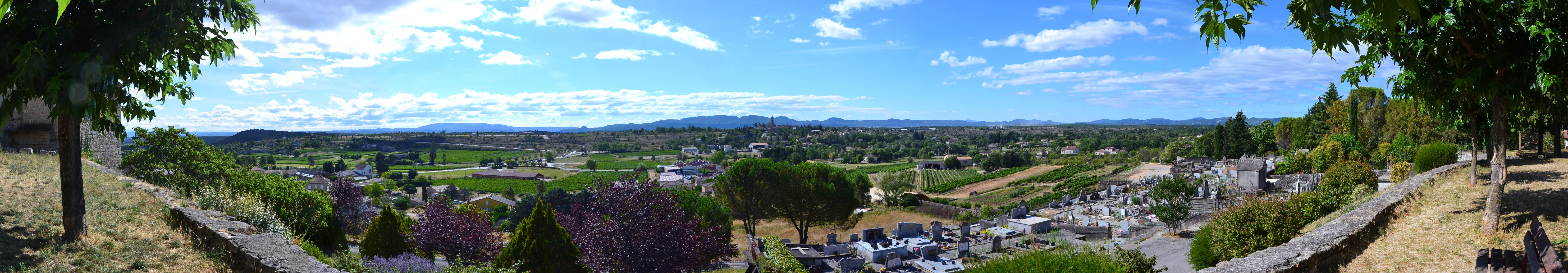
Landschap bij Lablachère
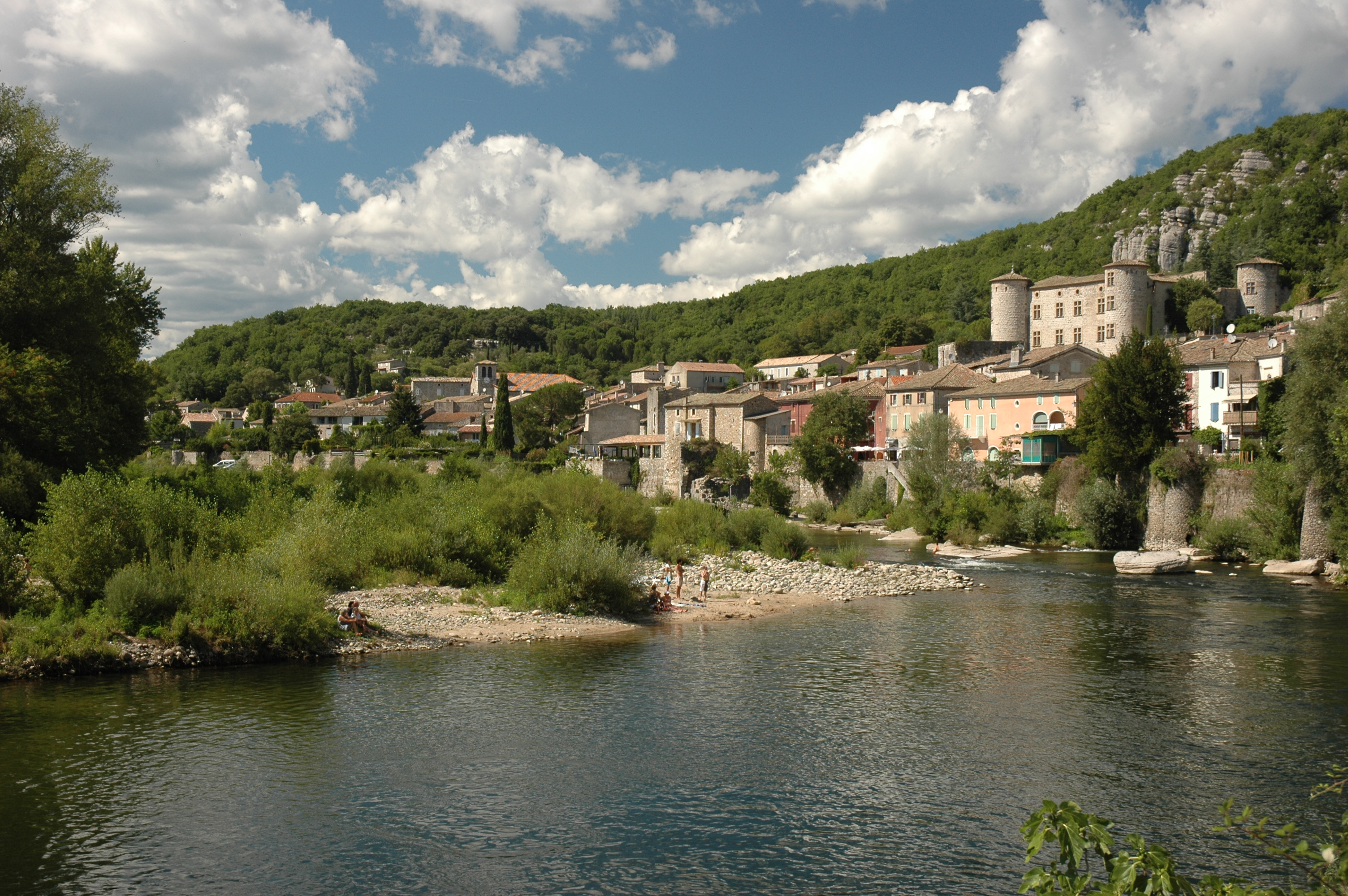
Vogüé
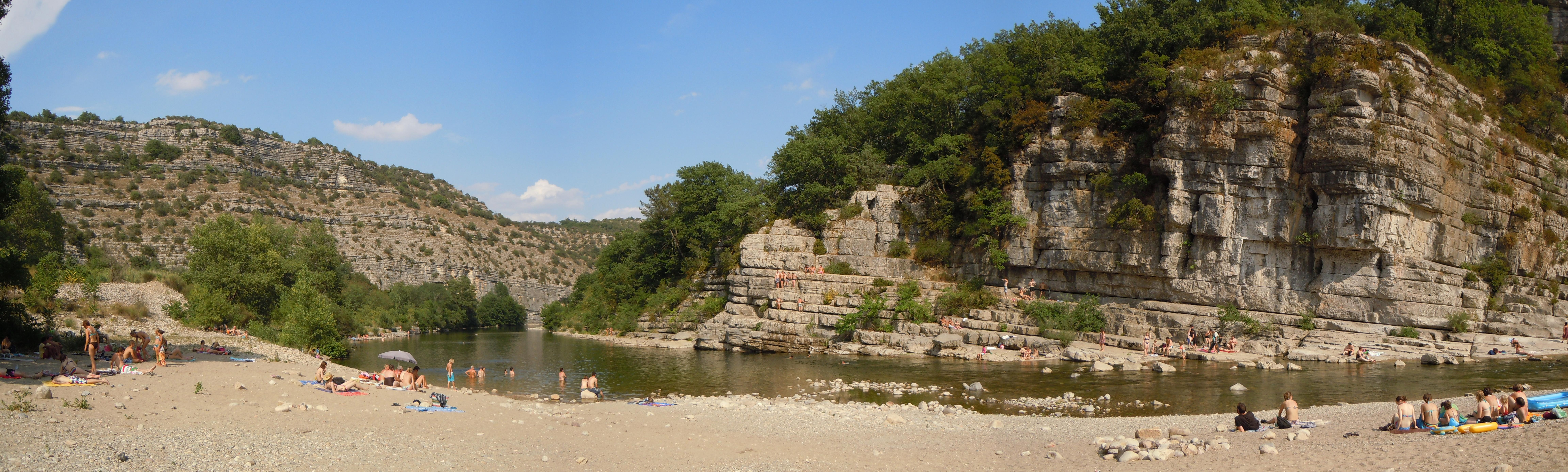
Gorges du Chassezac